# Project Itoh
Project Itoh (伊藤 計劃; bürgerlich Satoshi Ito, 伊藤 聡, * 14. Oktober 1974 in Tokio; † 20. März 2009 in Tokio) war ein japanischer Science-Fiction-Autor und Webdesigner.

## Leben und Schaffen
Er wurde am 14. Oktober 1974 in Tokio geboren und studierte an der Fakultät für bildende Künste und Wissenschaften an der Kunstuniversität Musashino. Während seiner Arbeit als Webdesigner, schrieb er „Genocidal Organ“ und reichte es beim „Komatsu Sakyō Award 2006“ ein. Obwohl er nicht den Preis gewann, wurde sein Werk trotzdem von Hayakawa Shobō im Jahr 2007 herausgegeben und wurde für den „Nihon SF Taisho Award“ nominiert.
Itoh wurde seit 2001 wegen immer wiederkehrendem Krebs behandelt. Er starb im März 2009 im Alter von 34.
Zum 2008 erschienen Playstation 3 Spiel Metal Gear Solid 4: Guns of the Patriots schrieb er die Geschichte des Spieles in Buchform nochmals nieder.
Seit 2007 arbeitete er zusammen mit Toh Enjoe an einigen Werken. Im Januar 2012 gab Enjoe während einer Pressekonferenz bekannt, dass er Itohs unvollendeten Roman „The Empire of Corpses“ fertigstellen wird. Das Werk wurde dann August 2012 herausgebracht und erhielt den Spezial-Preis der „Nihon SF Taisho Awards“.
„Noitamina“, ein Programmblock der Fuji Television, den Animes verschrieben, gab bekannt, dass drei von Satoshi Itohs Romanen als Anime-Filme erscheinen werden, jeder jeweils von einem anderen Studio produziert. „Genocidal Organ“ wird bei Manglobe, „Harmony“ in Studio 4°C und „The Empire of Corpses“ im Studio Wit produziert. Alle drei Filme erscheinen im Jahr 2015.

## Bibliography
- Gyakusatsu kikan (虐殺器官) (2007) – englische Übersetzung Genocidal Organ (2012 – ISBN 1-4215-4272-2)
- Hāmonī (ハーモニー) (2008) – englische Übersetzung Harmony (2010 – ISBN 1-4215-3643-9)
- Metaru gia soriddo ganzu obu za patoriotto (メタルギア ソリッド ガンズ オブ ザ パトリオット) 2008 – englische Übersetzung: Metal Gear Solid: Guns of the Patriot – englisch (2012 – ISBN 1-4215-4001-0)
- Shisha no teikoku (屍者の帝国, The Empire of Corpses) (2012) – fertiggestellt vom Co-Autor Toh Enjoe (keine Übersetzung veröffentlicht)